# 1015 Кріста
1015 Кріста (1015 Christa) — астероїд головного поясу, відкритий 31 січня 1924 року.
Тіссеранів параметр щодо Юпітера — 3,165.